# Дей (Флорида)
Дей (англ. Day) — переписна місцевість (CDP) в США, в окрузі Лафаєтт штату Флорида. Населення — 89 осіб (2020).

## Географія
Дей розташований за координатами 30°11′54″ пн. ш. 83°17′14″ зх. д. / 30.19833° пн. ш. 83.28722° зх. д. (30.198451, -83.287301).  За даними Бюро перепису населення США в 2010 році переписна місцевість мала площу 2,39 км², з яких 2,35 км² — суходіл та 0,04 км² — водойми.
Поштовий індекс: FL 32066

## Демографія
Згідно з переписом 2010 року, у переписній місцевості мешкало 116 осіб у 44 домогосподарствах у складі 35 родин. Густота населення становила 49 осіб/км².  Було 53 помешкання (22/км²).
Расовий склад населення:
| - 99,1 % — білих |

До двох чи більше рас належало 0,9 %. Частка іспаномовних становила 0,0 % від усіх жителів.
Населення в червні 2007: 2,486.
Чоловіки: 1,913 (77.0%)
Жінки: 573 (23.0%)
Середній вік жителя: 33.4 роки
За віковим діапазоном населення розподілялося таким чином: 22,4 % — особи молодші 18 років, 59,5 % — особи у віці 18—64 років, 18,1 % — особи у віці 65 років та старші. Медіана віку мешканця становила 42,5 року. На 100 осіб жіночої статі у переписній місцевості припадало 100,0 чоловіків;  на 100 жінок у віці від 18 років та старших — 109,3 чоловіків також старших 18 років.
Цивільне працевлаштоване населення становило 76 осіб. Основні галузі зайнятості: публічна адміністрація — 25,0 %, освіта, охорона здоров'я та соціальна допомога — 23,7 %, виробництво — 18,4 %.